# Pouchov
Pouchov (německy Bauschenhof) je místní část a současně katastrální území statutárního města Hradec Králové. Sousedí s místními částmi Věkoše, Rusek, Piletice a Slezské Předměstí, s místní částí Věkoše vzhledem k úzké provázanosti zástavby, tvořící Sídliště Pouchov – Věkoše, dokonce spadají pod jeden obvod komise místní samosprávy Pouchov–Věkoše. Na menší části katastru ale působí komise Slezské Předměstí – sever.
Pouchovem projíždí MHD linky č. 14, 15, 25 a linka č. 13, která zde má výjimečně i konečnou zastávku (Pouchov kostel). V katastrálním území Pouchova se nachází část letiště Hradec Králové, které leží severně od intravilánu čtvrti.

## Původ názvu
Podle Jiřího Svobody pochází název z dob bójského osídlení a vychází z keltské předpony bou- (bojský) a koncovka souvisí se sídhean, sídhein (zdrobnělina od sídh – kopec), podobně jako názvy Bousín, Bousov, Bouzov a další. To odpovídá situování Pouchova na vyvýšenině v jinak rovinatém okolí Hradce Králové.
Lze uvést ještě dvě varianty původu jména obce. Publikace Královéhradecko Ludvíka Domečky a Františka Ladislava Sála (vyd. 1928) uvádí "název Pouchov odvozen je buď od osobního staročeského jména Púch, nebo spíše od slova pouch, které znamená něco prázdného, holého. Pouchy říká se prázdným vejcím. Druhému výkladu spíše by nasvědčoval název, který přichází r. 1590, 1679 a 1689 Pouchoví a Pouchovy. Půda na níž nebylo úrodných polí, nýbrž jen pastviny a močály, jako tomu bylo většinou na území nynějšího Pouchova, byla prázdná, holá, byla pouchem."

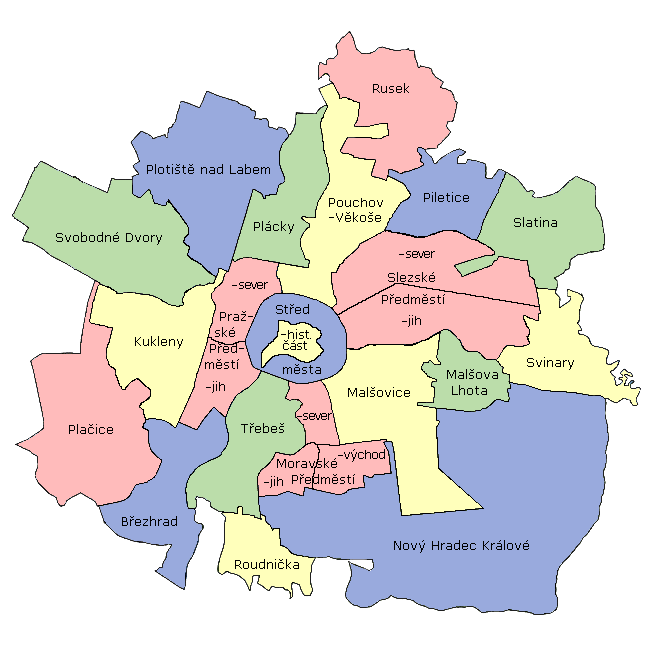
Územní působnost komise místní samosprávy Pouchov–Věkoše v rámci města

## Památky
Dominantou této městské části je římskokatolický kostel svatého Pavla apoštola, jeden z mála takto zasvěcených chrámů v České republice. Byl vystavěn jako jednolodní pozdně barokní sálová stavba roku 1780, věž byla přistavěna v klasicistním slohu roku 1832. Nad hlavním oltářem je v omítce namalovaný obraz s unikátní scénou Svatý Pavel na areopágu v Athénách, dílo J. Kramolína. Interiér kostela byl ovšem v roce 1970 modernizován, všechny staré fresky jsou zabílené.
Ke kostelu přiléhá farní hřbitov a v jeho sousedství se nachází i hřbitov vojenský a židovský. Na farním hřbitově je pohřbeno několik osobností kulturního a náboženského života: například spisovatel František Turinský, hradecký biskup Josef Doubrava nebo český herec Josef Bek. Nachází se zde i hrobka kanovníků kapituly při hradecké katedrále sv. Ducha. K pozoruhodným památkám dále patří kamenná socha sv. Jana Nepomuckého a Boží muka. Vojenský hřbitov byl založen roku 1810 náhradou za zrušený na Slezském Předměstí – Rožberku a jsou na něm hroby vojáků z prusko-rakouské, první světové i druhé světové války. Židovský hřbitov byl založen roku 1877 a nyní se o něj stará pražská židovská obec. Kromě původních hrobů se na něm nachází také obřadní síň a pomník 394 Židů, kteří pocházeli z Hradce Králové a zahynuli v koncentračních táborech.
Pouchovská farnost je rodnou farností arcibiskupa pražského, původně biskupa královéhradeckého Dominika Duky, který také na prostranství před místním kostelem roku 1970 sloužil svoji primiční mši svatou.

## Pobočka vazební věznice
Součástí Vazební věznice Hradec Králové je areál Samostatného oddělení výkonu trestu v katastru obce, v průmyslové zóně města Hradce Králové. Byl dostavěn v roce 1976 se záměrem zaměstnávat odsouzené z nižších nápravných skupin, dnes v kategorii výkonu trestu odnětí svobody s dohledem.

## Školství
Školství je na Pouchově zastoupeno ZŠ Pouchov a dvěma středními školami:
- Základní škola Pouchov – základní škola pro 540 žáků s družinou a jídelnou, moderátorský a řečnický klub Ambrozia, který má i své internetové rádio.
- Střední škola služeb, obchodu a gastronomie – střední odborná škola zajišťující výuku dvou, tří a čtyřletých oborů číšník, fotograf, kadeřník, kosmetička, kuchař, zahradník, prodavač, vlasová kosmetika, management obchodních firem a sportovních klubů, obchodní management a zahradnictví.
- Střední zahradní učiliště – s přilehlou pěstitelskou zahradou.